# Liste der Naturdenkmale in Bammental
| Naturdenkmale | Anzahl |
| ------------- | ------ |
| FND           | 0      |
| END           | 6      |
| Gesamt        | 6      |

Die Liste der Naturdenkmale in Bammental nennt die verordneten Naturdenkmale (ND) der im baden-württembergischen Rhein-Neckar-Kreis liegenden Gemeinde Bammental. In Bammental gibt es insgesamt sechs als Naturdenkmal geschützte Objekte, keines ist ein flächenhaftes Naturdenkmal (FND), alle sind Einzelgebilde-Naturdenkmale (END).
Stand: 31. Oktober 2016.

## Einzelgebilde (END)
| Name                           | Bild | Kennung     | Einzelheiten | Position | Fläche Hektar | Datum         |
| ------------------------------ | ---- | ----------- | ------------ | -------- | ------------- | ------------- |
| Blutbuche Pfarrhausgarten      | BW   | 82260060004 | Bammental    | ⊙        | 0,0           | 26. Feb. 2004 |
| Eibe vor evang. Kirche         |      | 82260060005 | Bammental    | ⊙        | 0,0           | 26. Feb. 2004 |
| Sommerlinde                    | BW   | 82260060003 | Bammental    | ⊙        | 0,0           | 26. Feb. 2004 |
| 1000jährige Eiche (Stieleiche) | BW   | 82260060001 | Bammental    | ⊙        | 0,0           | 26. Feb. 2004 |
| 2 Schwarzkiefern               | BW   | 82260060007 | Bammental    | ⊙        | 0,0           | 26. Feb. 2004 |
| 3 Sommerlinden                 | BW   | 82260060002 | Bammental    | ⊙        | 0,0           | 26. Feb. 2004 |
| Legende für Naturdenkmal       |      |             |              |          |               |               |